# 見参!アルチュン
『見参!アルチュン』（けんざん アルチュン）は、2001年4月16日から2002年3月25日まで毎日放送テレビ（MBSテレビ）で放送されたバラエティ番組。副題は『We are walkholic』（歩く中毒者の意）。放送時間は毎週月曜 24:55 - 25:30 (JST) 、同局自主編成の深夜番組放送枠『パノラマ電波横丁』月曜の番組として放送。

## 概要
妄想散歩をテーマにした深夜のバラエティ番組で、ケンドーコバヤシ、山内圭哉、藤谷文子の3人が関西のJR・私鉄の駅の周辺を散策し、そこで変わった物や面白い物を見つけては勝手な解釈で妄想して楽しんでいた。「街を歩き倒す」がこの番組のテーマで、宝島社から出版されている『VOW』がこの番組に近い雰囲気を持っていた。そのこともあってか、ゲストにライターの吉村智樹を呼んでは街歩きのコツを伝授してもらったりしていた。毎回のロケ地はしりとりで決められていた。
コバヤシがボケて、藤谷が暴走し、山内がツッコむというのがこの番組の基本スタイルだったが、藤谷のあまりの暴走ぶりにコバヤシも山内とともにツッコむ場面も多く観られた。

## 出演者

### レギュラー
ケンドーコバヤシ
芸能・音楽・スポーツなどに関する豊富な知識を活かし、街歩きの際に様々な妄想を生み出した。同時に番組内で様々な嘘もつき、山内たちに呆れられることも多かった。しかし、破天荒な振る舞いを見せる藤谷に対しては山内と一緒にツッコむこともあった。高所恐怖症であり、2、3メートル程度の高さの公園の遊具にすら尻込みしてしまうほどだった。
山内圭哉
主に番組の進行役を担当。コバヤシたちへのツッコミ役も兼任し、彼らがロケ先で自由気ままに振る舞うのを山内がきつく諌めるのが恒例となっていた。しかしながら、酒屋で我を忘れて酒の試飲をした際には逆にコバヤシたちから注意を受けていた。虫が大の苦手で、公園の遊具で遊んでいる時には藤谷がすべり台の上に置いたセミの抜け殻に怯え、その遊具から飛び降りた。
藤谷文子
本職は女優だが、この番組では全国ネット番組では決して見せないような型破りな行動を取っていた。肉を食べて暴れ、コーヒーに酔っ払い、コバヤシたちを殴る蹴るで痛めつける姿は伝説になっている。下北沢で行われたアルチュンライブでは、彼女が脚本を書いたコント『ひきこもり君DEATH MATCH』がコバヤシと山内によって演じられた。

### 準レギュラー
各回で関西のマイナーアーティストたちが出演。
サキタハヂメ
世界的に有名なノコギリ奏者で、番組最多の準レギュラー。独特の雰囲気を持つマイペースな人物で、共演者たちが困惑するようなことを突然言い出したりしていた。アイスクリーム屋を訪れた際に吟醸酒アイスには塩をかけて食べるのがオススメと言われ、それに対し「縁起悪い」と発言して山内に怒られた。牧野を訪れた際には、スナックのおばちゃんと意気投合して彼女の亡くなった主人が書いた自伝を貰ったり、公園で出会ったおじさんとギター&ハーモニカでセッションしたり、ロケの終了後にも食事をした居酒屋の店長と仲良く談笑したりとこの街の人々とはやたら仲良くなり、サキタ自身もこの街は自分にとって居心地のいい街だと語っていた。
33
メガネを掛けたおっさん2人組で、黒いタイツを着用するなど出演者たちの中で最も見た目が怪しいアーティスト。劇中で使われるイラストを手掛けたりもした。彼ら2人がシーソーに乗った姿を見てコバヤシは、「究極のセックスはああいう形態」と語った。
のマド
色物アーティストが多い準レギュラーの中、まともな路線を行く男女2人組アーティスト。毎回ほのぼのとした楽曲で番組を締めくくっていた。
MC Bangcho（MC万超）
B-BOYスタイルで見た目が怖そうなアーティストだが、実際はかなりの小心者。登場したばかりの頃は存在感が薄く、ロケ中に藤谷に存在を忘れられたり、顔を見て笑われたこともある。自身が出たテレビ番組を見て、自分の顔がイケてないことに落ち込んだりしていた。『キン肉マン』が大好きで、キン肉マンの話になると率先して喋り出していた。ヒップホッパーの必需品である大きなカセットデッキを重いから疲れると言い放ったり、番組そっちのけでアイススケートを楽しんだりと、他のメンバーを呆れさせることも多かった。大型カセットデッキの他にもう1つ小さなカセットデッキを持っていて、実際はそれを主に使っていた。しかし、上野芝でのロケの最中にその大事な小型カセットデッキを落として壊してしまい、本気で落ち込んだ。最終回ライブではゲストとして呼ぶ予定だったが、連絡が取れなくなっていたらしい。そのため、仕方なく万超のビデオコンサートが行われた。現在は「B-BOOGIE」という名で活動中。
かまぼこ
女の子3人組のバンド。蒲鉾が好きだったからという理由で付けたバンド名の由来を話して山内をイラっとさせた。
バッファロー吾郎
コバヤシの先輩芸人コンビで、「ブラックアルチュン」と名乗って3回ほど番組に殴り込んできた。このブラックアルチュンについては番組中の珍事件の節を参照。

### ゲスト
みうらじゅん
ロフトプラスワンで開催されたイベントで登場。この番組は関西ローカルで放送されていたため、東京在住の彼は番組を観ていなかったにもかかわらずレギュラー陣を圧倒する想像力でイベントを大いに盛り上げた。
清水ミチコ
こちらもロフトプラスワンでのイベントで登場。
松尾貴史
最終回イベントで登場。
大槻ケンヂ
こちらも最終回イベントで登場。山内のギター演奏で「プカプカ」を歌った。

### ナレーター
大月勇
MBSアナウンサー。

## 駅から散策した街一覧
- 西大橋
- 下新庄
- ウッディタウン中央
- 浮孔
- 中山
- 牧野
- 野江内代
- 石屋川
- 和歌山市
- 正雀
- 杭瀬
- 瀬田

- 太子橋今市
- 中書島
- 舞子
- 高円寺
- 城陽
- 上野芝
- 万博記念公園
- 新金岡
- 河内小阪
- 神野
- 野崎
- 北助松

## コーナー
イリュージョンシネマ
コバヤシによる妄想と偏見の映画紹介コーナー。コバヤシによる紹介は適当でデタラメな内容だったが、その後でナレーターによって正確な内容が伝えられていた。
例 - 『千と千尋の神隠し』を、愛称「セン」でお馴染みの星野仙一と千尋という女の子が神隠しに遭い、大阪にある繁華街の1つ・新世界に行ってしまうという映画として紹介。
街の天使
視聴者から寄せられた街にいる素敵なおじさん情報を紹介するコーナー。しかし、その殆どがいわゆる電波系な人物ばかりで、最終回でゲスト出演した大槻ケンヂはこのコーナーに参加して「コレ放送していいの？」と困惑していた。おじさんの紹介VTRは毎回同じ役者が演じており、最終回ではその役者が最も人気が高かったおじさんの格好で現れた。
例 - 道行く人に壺を持って「つばくれ〜」と言い寄る「つばくれおじさん」や、紙を切って作ったハートをそっと手渡してくる「ハートおじさん」など。
出会い系俳句
視聴者が考案した俳句を携帯電話やパソコンを使って上の句・中の句・下の句に分けて送信してもらい、それらをコバヤシたちが各自気に入った物を選んで詠み上げ、出来上がった俳句の内容に対して勝手に妄想を膨らましていくというコーナー。コバヤシが上の句の、山内が中の句の、藤谷が下の句の詠み上げを担当した。スペシャル時には、レギュラー陣チームとゲストチームに分かれて対決した。
視聴者からの出演者情報
視聴者から寄せられたレギュラー陣3人の人となりや武勇伝の目撃情報を紹介していたコーナー。大半は嘘のネタ投稿や大げさな投稿が多かったが、コバヤシがテレクラで知り合った女の子と待ち合わせをしているところや山内が元カノとデートをしている現場の目撃情報、番組を観て送られた藤谷の元家庭教師や同級生からのメッセージ、藤谷の街中での奇行などがこのコーナーで暴露された。
街のうた
番組のエンディングでは、関西のマイナーアーティスト作詞・作曲のその回の街を題材とした歌が流れた。

## 番組名物
味のある公園動物
街の公園にある動物の形をした妙な味のある遊具やオブジェ。頭部を破壊された豚のオブジェやリアルな大きさと見た目のキリンのオブジェなど、その形態・状態は様々である。そのような動物のオブジェの写真ばかりを集めた「味のある公園動物 PARK SAFARI」という特集コーナーも作られた。
味のある映画タイトルの看板
街にある色々な映画のタイトルを付けた看板。ラーメン屋「ロッキー2」や理髪店「JAWS」、アダルトビデオ店の「ゴッドファーザー」、居酒屋「ミナミの帝王」などが紹介された。そういった看板を集めた「カンバンヌ映画祭」と言う特集コーナーを設けられた。
良寛（りょうかん）
大吟醸熟成酒。野江内代でのロケで訪れた酒屋で試飲した際にメンバー全員が一致して旨いと言ったことで、メンバーの誕生日が来ると番組冒頭にて他のメンバーのサイン入り色紙と一緒にプレゼントされていた。しかし、冒頭で渡されても邪魔になるということであまり喜ばれなかった。

## 番組中の珍事件
肉は暴力の素
第3回「下新庄駅 (2) 」の本番中、食べ物の話になった時に藤谷の口から突如序飛び出した名言。このすぐ後に藤谷は肉うどんを食べ、他の2人から「肉は暴力の素ちゃうの？」と聞かれたことに対して藤谷は「でも少し食べるのは鬱病に効くんですよ」と返していた。その食事の後に本当に藤谷が暴走し、この理論は実証された。他にも「お米は勇気の素」「魚は知恵の素」という言葉もあり、また、藤谷はコーヒーでも同じような状態になっていた。2001年4月30日放送。
ケンドーコバヤシのセクハラ事件
ケンドーコバヤシはしょっちゅう藤谷文子のお尻を触ったりと、半分冗談混じりのセクハラをしょっちゅう行っていた。藤谷はそのたびにタックルやエルボーで反撃し、反撃を受けるコバヤシはそのたびにウンコを漏らしそうになった。藤谷にその技を教えたのはコバヤシである。
山内圭哉二軍落ち事件
第23回「瀬田駅 (2) 」の本番中、山内がついさっきのロケ内容をド忘れしてしまい、コバヤシに二軍落ちを宣告されてしまった。その名残が次のロケ地でも残され、事ある毎に「二軍」と呼ばれることになった。結局上手い想像をすれば一軍復帰という課題になんとか答え、一軍に復帰した。山内がコバヤシに模範解答をお願いしたら、山内が言った答えをそのままパクって唖然とさせた。2001年9月17日放送。
藤谷の拾い癖事件
藤谷は道端に落ちている妖しいものをすぐに拾う癖があり、ロケの最中に田螺や妖しい布、更には悪臭を放つ花などを拾っては他の2人から怒られていた。極めつけは河内小阪のロケ中に道端に落ちていた明らかに妖しい鍋で、その蓋を開けようとして2人に注意された。なお、その鍋の中には本当に放送できないような物が入っていたため、当然中身公開のシーンは放送できなかった上に気まずい雰囲気が流れた（そのため、2回目に蓋を開けた際にブザー音がBGMに流れたとともに「これ以上お見せできません」という字幕が画面上に表示された）。2002年1月28日放送。
ブラックアルチュン乗っ取り事件
中書島でのロケ中に「ブラックアルチュン」という団体に先回りされ、番組を乗っ取られる危機に見舞われた。その正体は、アルチュンが好きで勝手に同好会を作ったバッファロー吾郎の2人とDJのシーナ・ダスワニだった。彼らは「見参!アルチョン（歩いてチョンマゲの略）」という番組を作って一旗揚げようと考えていた。ちなみにこのアルチョンのディレクター役は、『ちちんぷいぷい』に出向するためにアルチュンを去ったスタッフである。しかし、勝手な想像や妄想をするこの番組であまりにも普通の感想を言ってしまい、コバヤシと山内からツッコまれた。仕舞いにはコバヤシに「出るトコ出ましょうよ!」と怒られ、土下座して謝った。コバヤシの言う「出るトコ」とはおっぱいのことである。その後、バッファロー吾郎も交えたメンバーで街を散策した。その際になぜか藤谷とシーナが意気投合し、そんな2人を見たバッファロー吾郎の木村は「ガンダムのニュータイプ同士の会話って、あんなのだと思う」と感想を述べた。その後もサバンナの高橋茂雄と共に再び番組に現れ、出会い系俳句勝負を繰り広げたり、最終回イベントに乱入したりと、ブラックアルチュンの登場は一種の名物イベントになっていた。2001年10月8日放送。
コバヤシ自殺未遂事件
舞子でのロケ後半で起こった出来事。視聴者からの垂れ込みで、コバヤシが梅田のマンガ喫茶でテレクラの女の子と待ち合わせをしていてすっぽかされたところを目撃され（山内になぜマンガ喫茶にいたのかと聞かれ自分で自白）、恥ずかしさのあまりに「苔谷公園」という公園の体を鍛える遊具を駆使して自害しようとし、他の2人に止められた（もちろんそういうボケである）。コバヤシはこの寸劇の後、やりすぎて泥だらけになってしまった。2001年10月29日放送。
万歩計事件
番組では毎回スタート時に万歩計をセットし、ロケの終了時にその間の歩数を発表していた。その役は藤谷が任されていたが、感度を最低に変更していたり、足ではなく手首に付けてしまったりと正確な歩数の計測ができないことが多く、よく怒られていた。そのため、コバヤシと山内が代わりに計測しようとしたが、2人とも間違えて再び手首に付けてしまって失敗し、藤谷に謝罪した。

## スタッフ
- 構成 - 小林仁、西岡利恵
- イラスト - D.K.ウラヂ、チャンキー・いぬんこ、森一彦
- タイトル - 中原賢二
- ディレクター - 近藤祐子、藤田勝之、京師直樹、岡本光広
- プロデューサー - 村田元、嶋井浩起
- 技術協力 - 光学堂、東通（2001年12月までは大阪東通、現在は関西東通）、アーチェリープロダクション、サウンドエースプロダクション
- 制作協力 - ウィザードエンタテインメント、ビーワイルド
- 製作著作 - 毎日放送テレビ

## オープニングテーマ
- HOGONOMO (FOR GO NO MORE) （立花ハジメ）